# 일본 응용물리학 저널
《일본 응용물리학 저널》(Japanese Journal of Applied Physics)은 1962년에 창간된 동료 평가에 의한 과학 저널로 일본 응용물리학회에서 발행한다. 1982년부터 2008년까지 이 저널은 1부와 2부의 두 가지 버전으로 발행되었다.
- Part 1은 매월 발행되었으며 일반 논문, 짧은 노트 및 리뷰 논문을 위한 것이었다.
- 파트 2는 월 2회 발행되었으며 레터 및 익스프레스 레터에 대한 내용이었다.

2008년에 Part 2가 독립 저널로 분리되어 《응용물리학 익스프레스》로 이름이 변경되었다. Part 1은 《일본 응용물리학 저널》로 계속 발행되고 있다.
2013년 6월 일본응용물리학회는 IOP 출판사에서 저널을 출판하는 계약을 체결했다.

## 같이 보기
- 《응용물리학 익스프레스》